# École nationale supérieure d'électricité et de mécanique de Nancy
Cet article concerne une école d'ingénieurs française située à Vandœuvre-lès-Nancy. Pour l'école d'ingénieurs marocaine, voir École nationale supérieure d'électricité et mécanique.
L’École nationale supérieure d’électricité et de mécanique de Nancy (ENSEM) est l'une des 204 écoles d'ingénieurs françaises accréditées au 1er septembre 2020 à délivrer un diplôme d'ingénieur.
Située à Vandœuvre-lès-Nancy, elle fut fondée en 1900 sous le nom d’Institut électrotechnique de Nancy. À caractère public, elle forme près de 150 ingénieurs pluri-scientifiques par an.
L’école est, depuis le 1er janvier 2012, une composante de l’université de Lorraine, rattachée au collégium Lorraine INP.

## Présentation générale
À sa création, les locaux de l'ENSEM étaient situés à la porte de la Craffe, à Nancy. Elle fut fondée par Ernest Bichat, alors doyen de la faculté des sciences, et les frères Alfred et Ernest Solvay en 1900. Depuis 1989, elle se trouve au plateau de Brabois à Vandœuvre-lès-Nancy.
Elle est l'une des trois écoles à faire partie du campus de Brabois, avec l'École nationale supérieure d'agronomie et des industries alimentaires (ENSAIA) et l'école nationale supérieure de géologie (ENSG).
Rattachée en 1969 à l'Institut national polytechnique de Lorraine, 3e université de Nancy, elle est depuis le 1er janvier 2012 intégrée à l'Université de Lorraine. Elle est dirigée, depuis le 24 février 2018, par Jean-François Pétin.

## Formation
La quasi-totalité des élèves qui intègrent le cursus viennent des classes préparatoires aux grandes écoles. L'École sélectionne en effet sur les concours commun des instituts nationaux polytechniques (CCINP), mais réserve aussi quelques places pour des élèves issus des classes préparatoires intégrées des Instituts nationaux polytechniques (INP), la Prépa INP - CPP.
L'ENSEM propose un diplôme d'ingénieur en énergie qui offre le choix entre trois majeures en deuxième et troisième année, chacune rattachée à un département :
- énergétique des systèmes : département mécanique ;
- énergie électrique : département génie électrique ;
- système, information, énergie : département ingénierie des systèmes automatisés.

L'école propose également un diplôme d'ingénieur ENSEM spécialisé en systèmes numériques.
Cette formation offre le choix entre quatre parcours en troisième année dont trois menant à une double diplomation ENSEM/master :
- informatique et automatique (diplôme ENSEM) ;
- informatique (double diplôme ENSEM et master informatique) ;
- automatique (double diplôme ENSEM et master ingénierie des systèmes complexes) ;
- mathématiques (double diplôme ENSEM et master mathématiques).

## Recherche
L'ENSEM héberge partiellement plusieurs laboratoires de recherche dans ses locaux :
- le CRAN, centre de recherche en automatique de Nancy ;
- le LORIA, laboratoire lorrain de recherche en informatique et ses applications ;
- le GREEN, groupe de recherche en énergie électrique de Nancy ;
- le LEMTA, laboratoire d'énergétique et de mécanique théorique et appliquée ;
- l'IECL, institut Élie Cartan de Lorraine.

## Vie étudiante
Tout comme Toulouse ou Grenoble, Nancy est une ville très étudiante. Elle forme environ 50 000 étudiants chaque année toutes disciplines confondues.
Elle rassemble de nombreux établissements supérieurs, dont de nombreuses grandes écoles :
- Mines de Nancy ;
- ENSG, école nationale supérieure de géologie ;
- ENSEM, école nationale supérieure d'électricité et de mécanique ;
- ENSAIA, école nationale supérieure d'agronomie et des industries alimentaires ;
- ENSIC, école nationale supérieure des industries chimiques ;
- ENSGSI, école nationale supérieure en génie des systèmes et de l'innovation ;
- ESSTIN, école supérieure des sciences et technologies de l'ingénieur de Nancy ;
- EEIGM, école européenne d’ingénierie en génie des matériaux ;
- TELECOM Nancy, école en informatique généraliste.

Une partie des étudiants de l'ENSEM, de l'ENSAIA et de l'ENSG peuvent être logés dans une résidence universitaire située non loin du campus de l'ADINPL (Association pour le Développement de l'Institut National Polytechnique de Lorraine). Les étudiants ayant une bourse peuvent bénéficier d'un logement selon les différentes offres du Crous de l'académie Nancy-Metz.

## Scientométrie
L'ENSEM figure parmi les écoles dont la difficulté d'accès est « très haute » selon le magazine Challenges et figure parmi les 20 premières écoles d'ingénieurs par les entreprises. Elle se place dans le haut du « groupe B » des écoles d'ingénieurs dans le palmarès 2013 des écoles d'ingénieurs après bac+2 selon L'Étudiant. Dans le palmarès 2015 des écoles d'ingénieurs de L'Étudiant, l'école obtient une note de 10/15 en « excellence académique » et se classe ainsi première parmi les écoles de Lorraine ex æquo avec l'ENSIC.
Dans le classement de L'Usine nouvelle des écoles d'ingénieurs de 2015, Lorraine-INP dont l'ENSEM fait partie, est troisième au classement général et premier sur l'aspect de la recherche.

## Association des ingénieurs diplômés
Plus de 4 000 ingénieurs ENSEM sont en activités en 2015.
« Ensem Alumni - Association des ingénieurs » est une association d'ingénieurs diplômés et d'ingénieurs-étudiants ayant pour vocation d'entretenir et de resserrer les relations entre les ingénieurs ENSEM et les différentes promotions.
Elle a également pour but :
- de favoriser les relations entre les ingénieurs diplômés, l'école et les ingénieurs-étudiants, via le partage de leurs expériences ;
- d'aider et de développer les carrières des futurs ingénieurs, grâce au réseau des anciens élèves.

De nombreuses activités sont ainsi proposées chaque année :
- animations et actualités sont disponibles sur le site internet ;
- visites d'entreprises et de plateformes de recherche ;
- parrainage des élèves de 1re année ;
- organisation du gala de l'ENSEM ;
- participation à des compétitions sportives.

## Anciens élèves célèbres
- Jean Astier de Villatte (Institut Électrotechnique 1922) : Compagnon de la Libération, directeur de Röchling Permali (1927-1938), directeur général adjoint de Ratier-Figeac (1950-1985)
- Ary Sternfeld (IEN 1927): inventeur de l'orbite de transfert bi-elliptique
- Felix Zandman (en) (ENSEM 1949) : fondateur et directeur technique de Vishay Intertechnology (en)